# Begonia pedunculosa
Begonia pedunculosa là một loài thực vật có hoa trong họ Thu hải đường. Loài này được Wall. mô tả khoa học đầu tiên năm 1830.